# Jesús Macón Portillo

Jesús Macón Portillo, más conocido como Chuchi Macón (Valladolid, 1 de mayo de 1974) es un exfutbolista que jugaba de centrocampista y entrenador de fútbol español que actualmente trabaja en las categorías inferiores del Real Valladolid CF.

## Trayectoria

### Como jugador
Chuchi Macón estaba considerado como una de las grandes promesas del Real Valladolid a principios de la década de los 90. Después de pasar por los diversos equipos inferiores, debutó con el primer equipo en la 92/93, jugando 2 encuentros en Segunda División. Ese año el club blanquivioleta subió a Primera División.
La temporada 1993/94 fue la más gloriosa de Macón, que llegó a disputar 29 partidos. Así las cosas, la gran promesa del Valladolid y del fútbol español, que abrió las puertas de la cantera blanquivioleta a Benjamín Zarandona, Rubén Baraja y Ramón Expósito, comenzó una cuesta abajo deportiva y personal de la que nunca más pudo recuperarse. Sin contar para Rafa Benítez ni para Antonio Santos, a la siguiente, y tras no disponer de ningún minuto, marchó con la temporada comenzada al Granada CF. A partir de aquí recalaría en clubes de Segunda B y Tercera castellanolleonesa: CF Gandia (96/97), CE Sabadell (97/98), CD Cuéllar (98/99) y CD Benavente (00/02). 
En 2002 colgó las botas, montó una cadena de zapaterías con su nombre en su Valladolid natal, que pronto no tuvieron más remedio que cerrar, pero volvió a la actividad en el año 2004 para jugar en el CD Tudela, y en el 2005 Construcciones Fusal, de fútbol sala, que militaba en la segunda división nacional. Y en el año 2007 retornó al CD Benavente de fútbol 11, que en esta época estaba encuadrado en categoría Regional.

### Como entrenador
Tras formarse como entrenador en las categorías inferiores del Real Valladolid, en 2013 se hace cargo del juvenil A de División de Honor, que entrenaría hasta 2015.
En 2015 llega a un acuerdo para ser segundo entrenador de Víctor Manuel Fernández en el equipo de la Asociación de jugadores de fútbol españoles (AFE), cargo que abandona a principios de julio para irse al FC Cartagena, junto a Víctor, para firmar un contrato de dos años.
En la temporada 2020-21, dirige a la SD Atlético Tordesillas de la Tercera División de España.
En las temporadas siguientes trabajaría en las categorías inferiores del Real Valladolid.
En la temporada 2023-24 se hace cargo desde el mes de abril del Palencia Cristo Atlético de la 3.ªRFEF Grupo VIII 